# Elena Prokofjeva
Jelena Gennadjevna Prokofjeva (ryska: Елена Геннадьевна Прокофьева), född den 2 augusti 1994 i Moskva, är en rysk konstsimmare.
Hon tog OS-guld i lagtävlingen i samband med de olympiska tävlingarna i konstsim 2016 i Rio de Janeiro..